# Enrico Accatino
Enrico Accatino (22. august 1920 i Genova – 17. juli 2007 i Rom) var en italiensk maler og billedhugger. Var blandt de største eksponenter for abstrakt kunst pittura informale.

## Ekstern henvisning
- Archivio Enrico Accatino Arkiveret 29. maj 2013 hos  Wayback Machine
- Enrico Accatino un artista italiano Arkiveret 13. april 2014 hos  Wayback Machine